# Wikrowo (gmina Gronowo Elbląskie)
Wikrowo (niem. Groß Wickerau) – wieś w Polsce położona w województwie warmińsko-mazurskim, w powiecie elbląskim, w gminie Gronowo Elbląskie, na obszarze Żuław Elbląskich.
W latach 1975–1998 miejscowość należała administracyjnie do województwa elbląskiego.
We wsi zachowane pozostałości cmentarza menonickiego z przełomu XVIII i XIX wieku z kilkunastoma odrestaurowanymi nagrobkami. Cmentarz w kształcie trapezu był czynny do końca II wojny światowej. We wsi znajdowała się niegdyś gospoda Hermanna Spendinga, a następnie Heinricha Sengera.
Znajdujący się we wsi wiatrak z 1855 spłonął 21 grudnia 2001. 